# I Nomadi 3
I Nomadi 3, noto anche come I Nomadi - Volume 3, è un album raccolta dei Nomadi, pubblicato nel 1987.

## Tracce
1. Un figlio dei fiori non pensa al domani   (3' 07")
2. Per fare un uomo   (2' 52")
3. Canzone per un'amica   (2' 59")
4. Quasi quasi   (3' 40")
5. Voglio ridere   (4' 33")
6. Vola bambino   (2' 48")
7. Tutto a posto   (3' 35")
8. Rebecca   (5' 39")
9. La devianza   (3' 04")
10. Il fiore nero   (2' 58")